# Мозякін Сергій Валерійович
Сергій Валерійович Мозякін (рос. Сергей Валерьевич Мозякин; 30 березня 1981, м. Ярославль, СРСР) — російський хокеїст, лівий нападник. Виступає за «Металург» (Магнітогорськ) у Континентальній хокейній лізі. Заслужений майстер спорту Росії (2009). 
Вихованець хокейної школи «Локомотив» (Ярославль). Виступав за «Валь-д'Ор Форерс» (QMJHL), ЦСКА-2 (Москва), ЦСКА (Москва), «Атлант» (Митищі). 
У складі національної збірної Росії учасник чемпіонатів світу 2006, 2008, 2009, 2010, 2013 і 2015 (39 матчів, 12+14).
Досягнення
- Чемпіон світу (2008, 2009), срібний призер (2010, 2015)
- Володар Кубка Гагаріна (2014).
- Учасник матчу усіх зірок КХЛ (2009, 2010, 2011, 2012, 2013, 2014, 2015).

Нагороди
- Нагороджений медаллю ордена «За заслуги перед Вітчизною» (II ступеня) (2009)[1].